# Blankenberge (stacja kolejowa)
Blankenberge (ned: Station Blankenberge) – stacja kolejowa w Blankenberge, w prowincji Flandria Zachodnia, w Belgii. Znajduje się na linii 51 Brugia - Blankenberge.
W niedzielę, 26 lipca 1863 linia kolejowa Brugia - Blankenberge została otwarta. Budowa trwała niespełna rok i niezbędne materiały (podkłady i szyny) były dostarczane statkiem poprzez Ostenda Vaart do Brugii. Po około 12 godzinach pojawił się pierwszy pociąg składający się z 3 lub 4 wagonów. Od wtorku, 6 sierpnia kolejne pociągi z Brugii do Blankenberge zaczęły kursować. 12 lipca 1868 roku rozbudowano linię do Heist. Linia została zbudowana i początkowo prowadzona byała przez prywatną firmę, Chemin de fer de Bruges à Blankenberge z Brugii. W 1878 roku państwo belgijskie przejęła linię. Kolej była bardzo popularna szczególnie w okresie letnim, kiedy dużo turystów przyjeżdżało do Blankenberge. Była używana przez cały rok, także do transportu świeżych ryb i materiałów budowlanych do centrum kraju.
Poprzez Kusttram od 1890 roku możliwa była jazda tramwajem do Knokke przez Heist oraz do Ostendy i De Panne w preciwnym kierunku. Między Blankenberge a Heist linia tramwajowa biegła równolegle do linii kolejowej.
Blankenberge  w dniu 1 października 1908, wraz z zamknięciem linii Blankenberge-Zeebrugge, stała się stacją czołową. W ramach rozbudowy portu w Zeebrugge zbudowano nową linię kolejową z Brugii do Zeebrugge. Odtąd pociągi do Heist (a później, od 1920 roku, dalej do Knokke) już nie kursowały  poprzez Blankenberge.

## Linie kolejowe
- 51 Brugia - Blankenberge

## Galeria

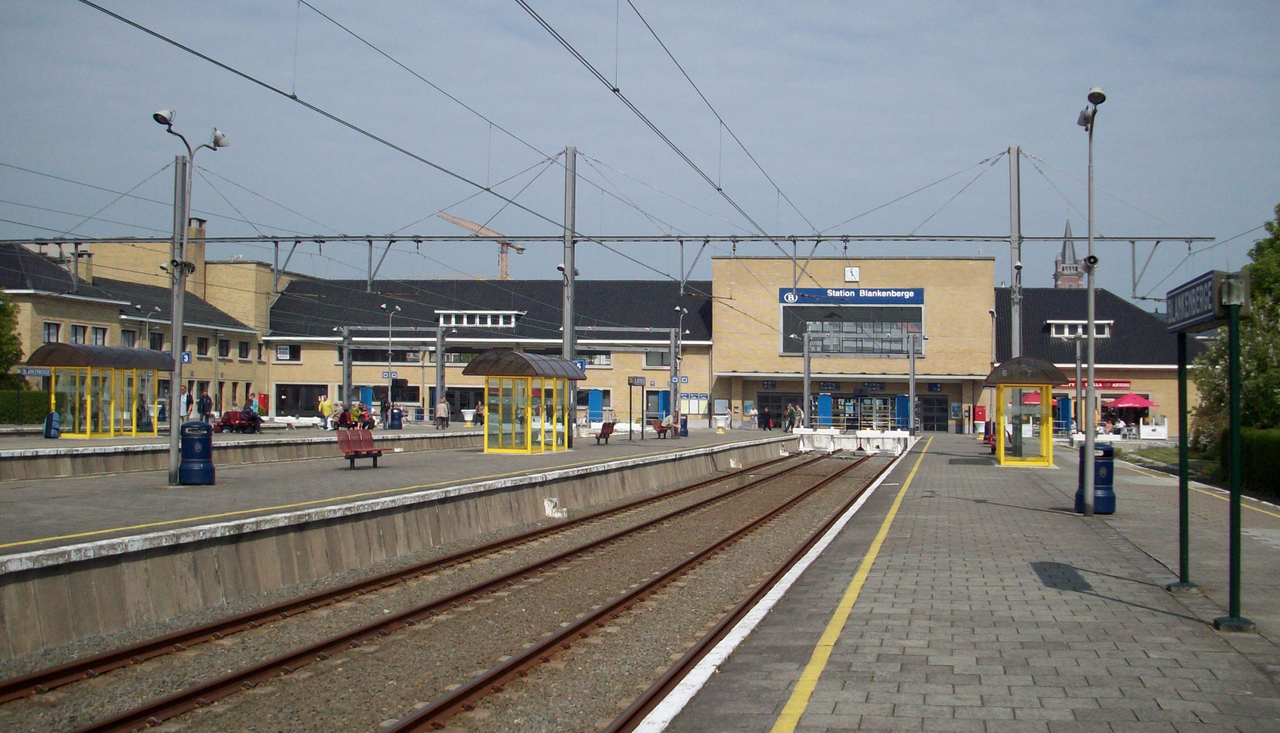
Perony stacji w 2013
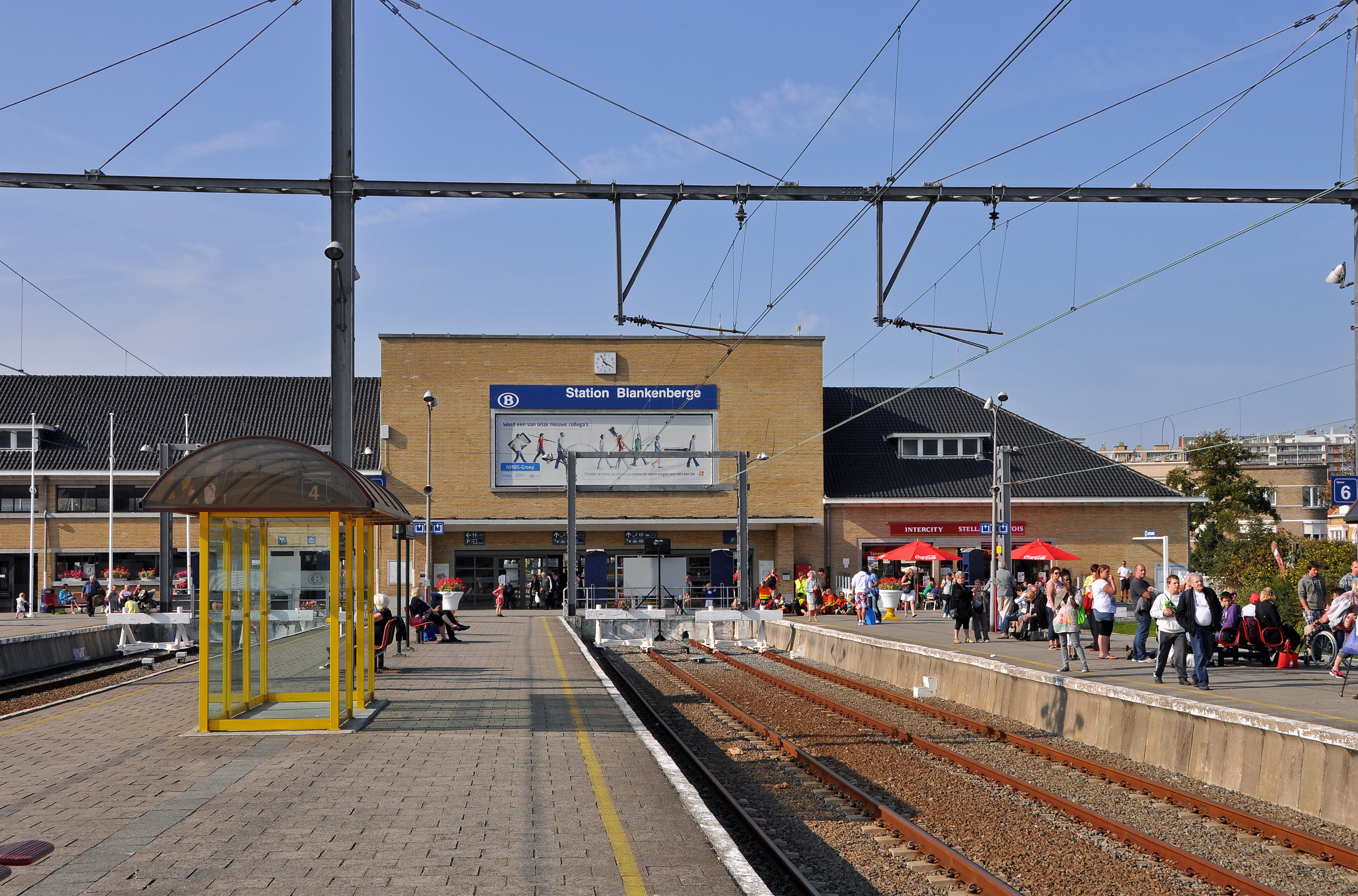
Perony stacji w 2013
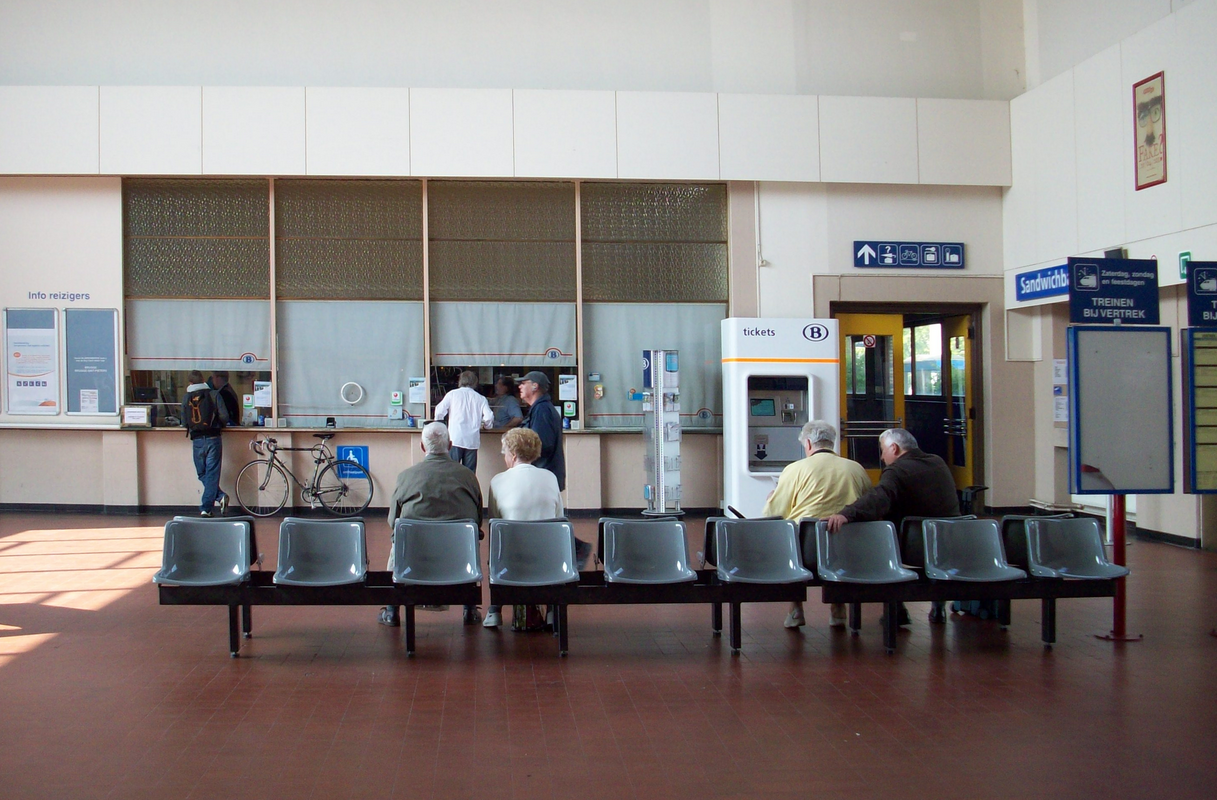
Poczekalnia dworca
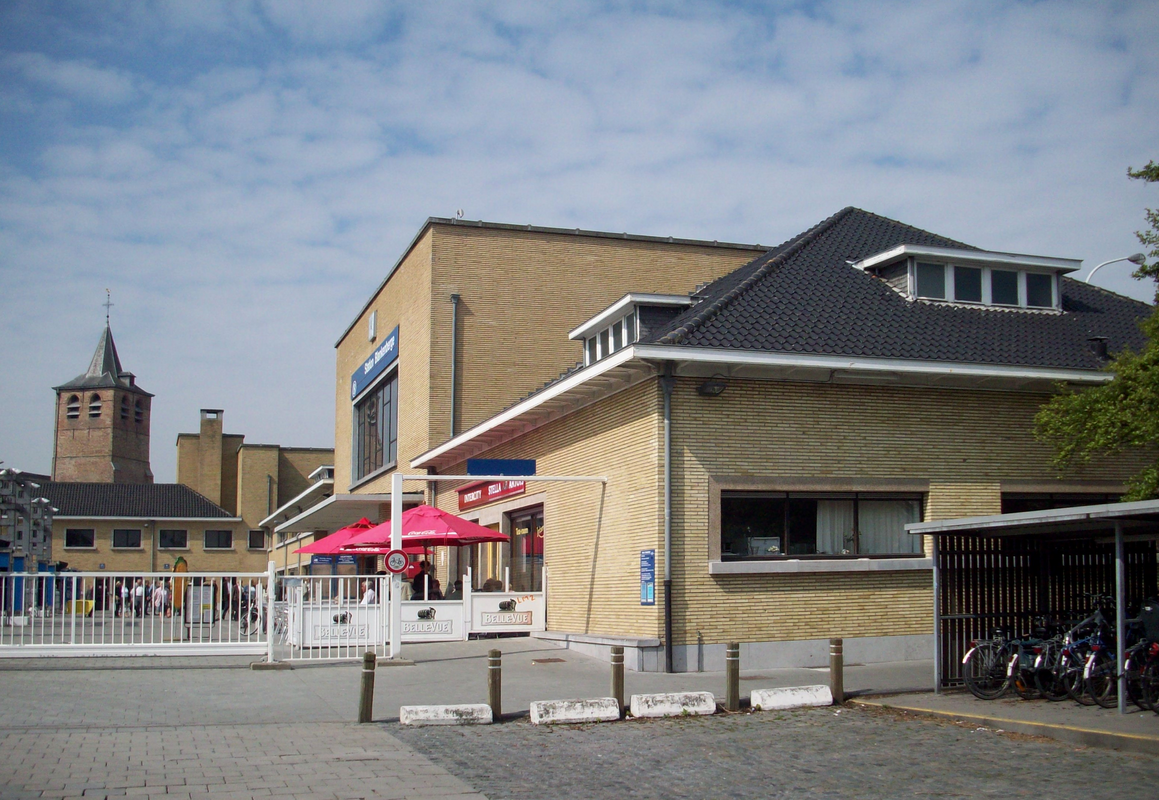
Widok na budynek dworca
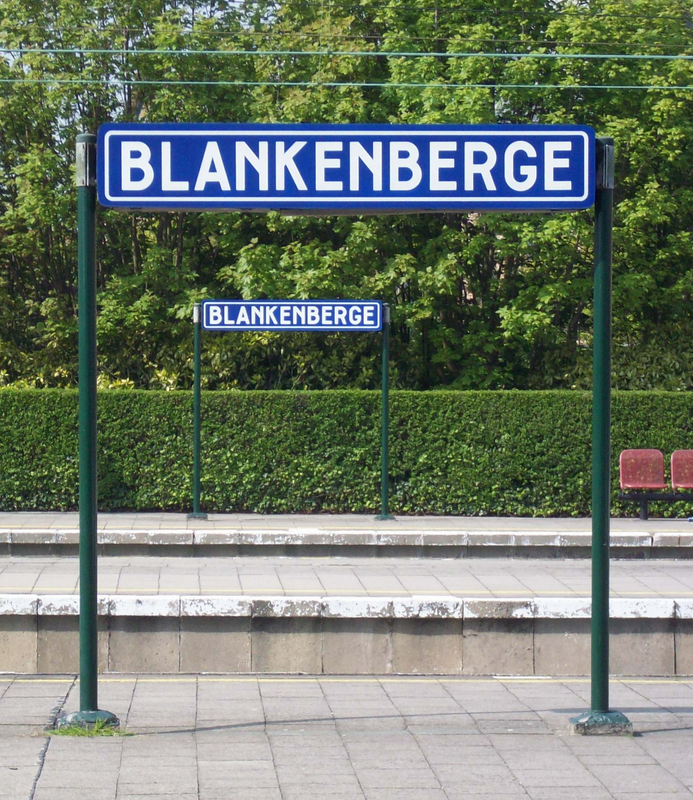
Tabliczka z nazwą stacji